# Germán Berríos
Germán Elías Berríos Marca (Tacna, 17 de abril de 1940) es un médico neuropsiquiatra, filósofo, historiador y psicólogo peruano. Actualmente, es catedrático del departamento de Psiquiatría en la Universidad de Cambridge.

## Biografía
Nacido el 17 de abril de 1940 en Tacna, Perú. Cursó estudios secundarios en el Colegio Nacional Coronel Bolognesi, entonces en la calle Billinghurst de Tacna. En 1961 se casó con Doris Alvarado Contreras, hija del congresista y automovilista Arnaldo Alvarado Degregori. La pareja tuvo cuatro hijos, de los cuales solo dos le sobreviven: Germán Arnaldo, Francisco Javier, Claudio Fabricio (fisiólogo) y Rubén Ernesto (filósofo).
Berríos realizó estudios superiores de Medicina y Filosofía en las facultades de San Fernando y Letras de la Universidad Nacional Mayor de San Marcos, donde fue discípulo de Víctor Li Carrillo, Augusto Salazar Bondy y Gred Ibscher. En 1965, obtuvo el grado de bachiller en Medicina y Cirugía luego de un intento fallido en el que el jurado desaprobó una tesis sobre la base teórica de la psiquiatría.
En 1966, se trasladó a Irlanda del Norte, donde trabajó por un año en el Banbridge Hospital para revalidar su titulación médica. Gracias a una beca completa obtenida por examen, estudió Filosofía, Psicología y Fisiología en el Corpus Christi College de la Universidad de Oxford, de la que se graduó con honores en 1968 (B.A.) y en donde trabajó bajo la tutoría de G. Ryle, F. Strawson, E Anscombe y J. Ayer. Luego completó su entrenamiento en Neurología y Psiquiatría en los Oxford University Hospitals, obteniendo así su diploma en Medicina Psicológica. 
Luego de obtener la disputada Wellcome Trust Fellowship, siguió estudios de doctorado en Historia y Filosofía de la Ciencia (DPhil) bajo la tutela de A.C. Crombie, C. Webster y R. Harré. Posteriormente, realizó dos maestrías (M.A.) en Oxford y en Cambridge, y el doctorado en Medicina en San Marcos en 1983.
Tras ejercer en el hospital mental de Littlemore, en Oxford, y ser investigador en el Corpus Christi, en 1973 ingresó como profesor asistente a la Universidad de Leeds, donde se formó en estadística y modelación matemática con el profesor Max Hamilton. Desde 1977 ha ejercido la docencia en Cambridge como catedrático de Neuropsiquiatría y luego de la Epistemología de la Psiquiatría y como Fellow del Robinson College, del que fue director de estudios médicos (1981-1996) y Fellow bibliotecario, y del que actualmente es Fellow vitalicio y catedrático emérito. Además, ha sido jefe de Neuropsiquiatría Clínica del Addenbrooke's Hospital de la misma universidad hasta su jubilación.
Por muchos años ha sido consultor en temas de psiquiatría del gobierno español y del gobierno británico en Hong Kong. Actualmente, es presidente del comité de Ética e Investigación de Cambridge y es director de la revista académica  History of Psychiatry -esta última fundada junto a Roy Porter en 1989.
En 1988, fue nombrado fellow de la British Psychological Society y, en el 2000, de la Academy of Medical Sciences. En 2020 sus estudiantes le publicaron un libro de homenaje (Festschrift).

## Aportes
Sus dos áreas centrales de investigación son las complicaciones mentales de la enfermedad neurológica y la estructura, historia y capacidad epistemológica de la psicopatología descriptiva. Sus ideas han sido continuadas y desarrolladas por miembros de la Escuela Psicopatológica de Cambridge, muchos provenientes de países tales como Australia, España, Japón, India, Chile, Rusia, etc. Está también interesado en la ética de la investigación médica, y por 20 años fue presidente del comité de ética de la investigación humana de la Universidad de Cambridge y del condado de Cambrigeshire. Ha sido profesor visitante en Universidades en Hong Kong, Barcelona, Lima, Heidelberg, Jerusalén, Cornell, Adelaide, Chile, México, Medellín, etc.
Ha publicado 14 libros y más de 430 artículos sobre los aspectos clínicos y epistemológicos de la neuropsiquiatría y de la psicopatología descriptiva.

## Obras
- Delirium and confusion in the 19th century: a conceptual history (1981).
- Psicopatología descriptiva: aspectos cualitativos y cuantitativos (1995).
- The History of Mental Symptoms: Descriptive Psychopathology since the Nineteenth Century  (1996) (traducido al español, coreano, etc).
- Memory Disorders in Psychiatric Practice (2000) (traducido al español).
- A History of Clinical Psychiatry: The Origin and History of Psychiatric Disorders (2003) (traducido al español y portugués)
- ¿Qué es la neuro-psiquiatría?  (2005)
- ¿Cómo escribir una historia útil de la esquizofrenia? (2010).
- Historia de los trastornos afectivos (2011).
- Psiquiatría y sus objetos (2011).
- Toward a New Epistemology of Psychiatry (2015)  (traducido al español, portugués, italiano, francés).

## Premios y reconocimientos
- Doctor honoris causa por la Universidad de Heidelberg,
- Doctor honoris causa por la Universidad Nacional Mayor de San Marcos.
- Doctor honoris causa por la Universidad de Barcelona.
- Doctor honoris causa por la Universidad de Buenos Aires.
- Doctor honoris causa por la Universidad de Córdoba.
- Doctor honoris causa por la Universidad de Chile.
- Miembro de la British Psychological Society.
- Miembro del Royal College of Psychiatrists.
- Gran oficial de la Orden del Sol del Perú (1997).
- En 2006, la Universidad de Antioquía creó la cátedra de psicología descriptiva con su nombre.
- Premio de Neurosiquiatría Ramón y Cajal (2008).
- Honorary Fellow por el Royal College of Psychiatrist (2010).
- Medalla Honorio Delgado (2016).
- En 2016 la Sociedad Española de Psicogeriatría le confirió un premio por “larga trayectoria y por su dedicación a la psiquiatría geriátrica”.
- En 2018, la Universidad de Alcalá (Madrid, España) le confirió el título de ‘Maestro Laguna’.[8]
- En 2022 La Sociedad Británica de Neurosiquiatría le confirió un premio por su obra en conjunto (“Life Achievement Award”).